# Francisco Gómez de la Reguera

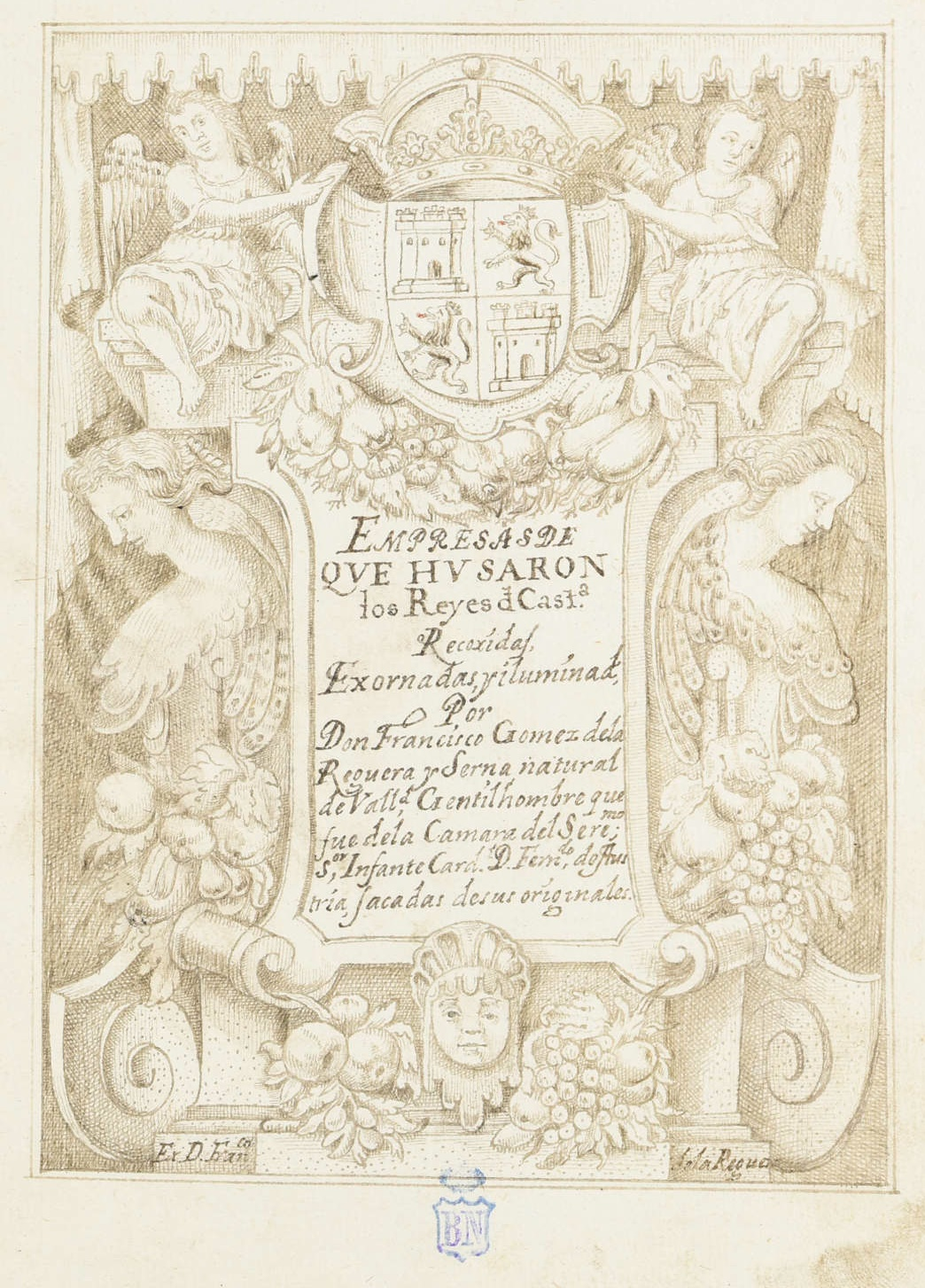
Portada del manuscrito de las Empresas de los reyes de Castilla, recoxidas, exornadas y illuminadas por Francisco Gómez de la Reguera, Madrid, Biblioteca Nacional de España.

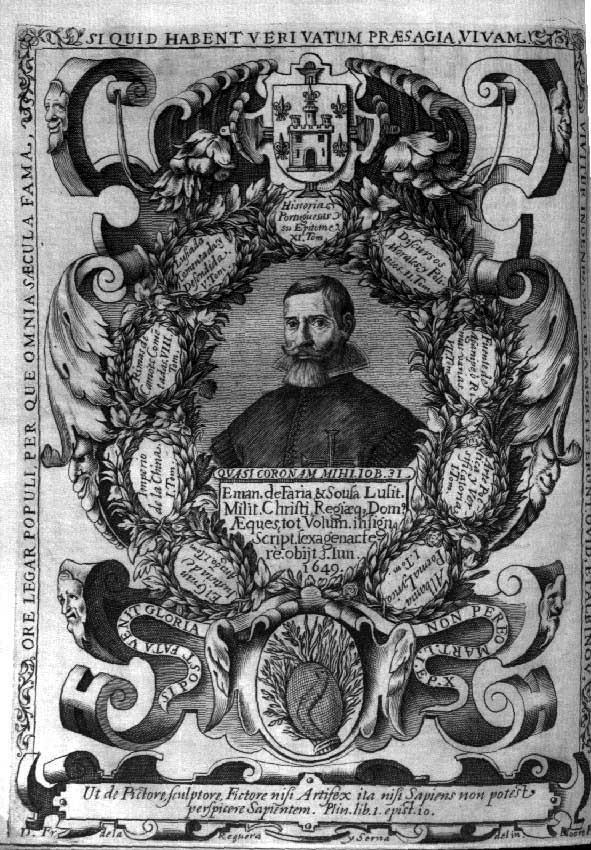
Manuel de Faria y Sousa, grabado de Juan de Noort por dibujo de Gómez de la Reguera para la obra de Francisco Moreno Porcel, Retrato de Manuel de Faria y Sousa, Madrid, Diego Díaz de la Carrera, 1650.

Francisco Gómez de la Reguera y Serna (Valladolid, 1595-1673) fue un poeta, dibujante y traductor español del Siglo de Oro.

## Biografía
Hijo mayor de Alonso Díaz de la Reguera y de Petronila Fresno de Galdo, hijosdalgo oriundos de Ponferrada, tras estudiar —probablemente— en la universidad de Valladolid y licenciarse en Artes y Jurisprudencia, sirvió como gentilhombre de cámara al cardenal infante don Fernando de Austria, según se desprende de la información transmitida por Juan Antonio Fernández de la Reguera en el elogio que le dedicó al frente de su copia manuscrita de las Empresas de los reyes de Castilla y su propio testamento. Poco más se conoce de su biografía. No parece que acompañase en 1632 a su señor cuando este dejó la corte para marchar como virrey a Cataluña, retirándose a su ciudad natal aquejado por alguna grave enfermedad y «accidentes que dispuso la violencia del poder», según escribe en el prólogo de las Empresas de los reyes de Castilla. En Valladolid contrajo matrimonio con Ana de Vega y allí murió, en 1673, siendo enterrado en la iglesia de Santiago, de la que era patrón.
Aunque llegó a gozar de cierta fama, como acreditan los versos que le dedicó Lope de Vega en el Laurel de Apolo, Francisco Gómez de la Reguera parece haber llevado una existencia retirada, dedicada al estudio y viviendo de las rentas que le proporcionaba el mayorazgo del que disfrutaba en Velliza con otros censos y juros, y no llegó a ver publicada en vida ninguna de sus obras. Estas incluyen una colección de doscientos veintidós sonetos, dos églogas y cuatro décimas —la última incompleta— recogida bajo el título Primera parte de las Rimas humanas. La lira y la zampoña, en un volumen manuscrito misceláneo conservado en la Biblioteca Nacional de España (manuscrito 13659), en el que también figura una paráfrasis del Libro de Job, Ejemplo de paciencia... escrita en lengua castellana por Francisco de la Reguera, y Las historias verdaderas de Luciano, escritas en lengua castellana por D. Francisco de la Reguera, natural de Valladolid, recogidas por un amigo suyo, presumiblemente el mismo fray Tomás de Llamazares, teólogo franciscano, que firmó como propietario del volumen misceláneo al final del mismo, cuya amistad con Gómez de la Reguera se ve confirmada por la carta y canción del pucelano que incluyó al comienzo de su Cornucopia sacro prophana (Valladolid, 1685). Gómez de la Reguera no se limitó a traducir los dos libros de la Historia verdadera de Luciano de Samósata, partiendo de la traducción latina de Jacobo Micilo (Jacobus Moltzen), pues confesaba desconocer el griego pese a haberlo estudiado en su juventud, y, fiel al estilo original, amplió la obra de Luciano con un tercer libro de su cosecha. En su prólogo y como posible explicación de su retraimiento y alejamiento de la corte, se declaraba desengañado de la mentira que domina la vida pública y víctima de «un pleito puesto no sé si con justicia pero seguido sí con la violencia del poder».
También manuscritas, hasta su publicación en 1991, han llegado las Empresas de los reyes de Castilla, que escribió a instancias del cardenal-infante y debían de estar completas hacia 1632, primer libro de empresas políticas escrito en España. De ellas se conocen dos copias: la que se conservaba en la biblioteca del Seminario Diocesano de Valladolid, que sirvió de base para la edición preparada por César Hernández Alonso (1991), incompleta pues consta tan solo de treinta y cuatro empresas recopiladas en 1673 por fray Tomás de Llamazares con la intención, que no vio cumplida, de publicarlas, y la guardada en la Biblioteca Nacional de España, con cuarenta imágenes, copia fechada en 1695 por su autor, Juan Antonio Fernández de la Reguera, que agregó un Elogio a la fama póstuma de Gómez de la Reguera con su propia empresa en torno a una calavera, titulada vera effigies, y la empresa de Carlos II, copia utilizada en la edición de Pena Sueiro (2011).
Como dibujante y quizá pintor aficionado, pero alabado en su tiempo a la vez que se alababan sus versos, se le conocen el retrato que hizo de Manuel de Faria e Sousa grabado por Juan de Noort para la obra de Francisco Moreno Porcel, Retrato de Manuel de Faria y Sousa, (Madrid, Diego Díaz de la Carrera, 1650), y los emblemas a pluma del manuscrito de las Empresas de los reyes de Castilla.